# Louis de Lucy-Fossarieu
Pour les articles homonymes, voir Lucy.
Louis Godefroy Richard de Lucy-Fossarieu, né le 17 décembre 1819 à Saint-Pierre en Martinique et mort le 3 janvier 1892 à Paris, est un photographe, inventeur et pionnier de l'aviation français.

## Biographie
Né à la Martinique, il arrive dans sa jeunesse à Paris et fait ses études au lycée Henri IV. Il y devient l'ami de Nadar.
Élève de l'atelier Paul Delaroche, il découvre en 1865 un procédé d'émaux photographiques. Il publie en 1869 un Traité de Photographie sur émail, faïence et porcelaine. Il invente au même moment un télégraphe électrographique à reproductions exactes, un procédé de clichage, un appareil à eau pour les signaux de chemins de fer, un procédé pour l'utilisation, comme force motrice, du gaz provenant de la combustion des poudres fulminantes et particulièrement de la poudre carburée et une substance céramique applicable aux arts et à l'industrie.
Photographe officiel du Jardin d'acclimatation, membre de la Société française de photographie (1861-1885), il invente une méthode de développement photographique.
Il est surtout connu pour ses travaux sur le vol aérien. Membre de la Société d'encouragement pour la navigation aérienne, il expérimente des systèmes à base de cerfs-volants, observe le vol des insectes et publie un opuscule nommé Du vol chez les oiseaux.
Jules Verne le mentionne dans le chapitre III de son roman Robur-le-Conquérant.
Il est inhumé au cimetière du Père-Lachaise dans le tombeau familial.